# モジョ (雑誌)
『モジョ』（MOJO）は、イギリスで毎月刊行される音楽雑誌、オンライン・ミュージック・マガジンである。

## 概要
出版元は、当初はEマップだったが、2008年1月からバウアー・メディア・グループ（19世紀からあるハンブルク本拠の会社）に移った。Qマガジンの成功の後、Eマップは、古典的ロック音楽への増大する需要にこたえる媒体をさがしもとめていた。
1993年10月15日に創刊された。古典ロック美学に沿って、創刊号はボブ・ディランとジョン・レノンの写真を表紙に使った。人気があって宗教的である二人に関する深い内容の記事は、競合誌である『ブレンダー』や『アンカット』のインスピレーションとなった。
Charles Shaar Murray, Greil Marcus, Nick Kent、Jon Savageなどの傑出した音楽批評家を執筆陣に持つ。創刊編集長は Paul Du Noyerで、後継者はMat Snow, Paul Trynka、Pat Gilbertなど。
ビートルズやボブ・ディランなど古いロックミュージシャンばかりを特集するという批判があるが、多くの新しく先進的な音楽家も取り上げてはいる。イギリスの主流雑誌の中では、ホワイト・ストライプスを初めて特集した雑誌であり、それ以降頻繁に表紙に採用している。
特集に関連した付録CD（コンピレーション）を毎号に付けている。2004年には、読者と批評家の投票による音楽賞「モジョ・アワード」の受賞者の曲をあつめた付録CDを付けた。
2010年初頭に、「すべての写真家・ライターから著作権を剥ぎ取り、しかも、名誉毀損や著作権侵害事件が起こった時の全責任は出版社ではなく寄稿者が負う」とする新契約を、親会社バウアーがライターたちに一方的に押し付けた問題に巻き込まれた。『MOJO』と、バウアーの他の音楽雑誌『ケラング!』『Qマガジン』の寄稿者のうち200人が新契約を拒絶した。

## リスト
モジョはいろいろなテーマのトップ100リストを発表しているが、最近「モジョの全時代トップ100アルバム一覧表」を出版した。このリストのトップ5は次のとおりだった：
1. グレース - ジェフ・バックリー（1994）
2. アメリカの録音 - ジョニー・キャッシュ（1994）
3. OK コンピューター - レディオヘッド（1997）
4. タイム・アウト・オブ・マインド - ボブ・ディラン（1997）
5. オアシス - オアシス（1994）

2007年には、「世界を変えたトップ100レコード」リストがコンパイルされ、ビョーク、トーリ・エイモス、トム・ウェイツ、ブライアン・ウィルソン、ピートウェンツ、そしてスティーヴ・アールなどが投票した。
リトル・リチャードの1955年のオリジナル・ヒット「トゥッティ・フルッティ」はナンバー1の座を取った。その曲は、ビートルズの「抱きしめたい」（第2位）、エルヴィス・プレスリーの「ハートブレイク・ホテル」（第3位）を越えた。
同誌の編集者は、「リストの100枚のアルバム、シングル、78回転レコードは、これまでに作られた、影響力とインスピレーションの最もあふれた録音となっている」と主張し、ロックンロールの誕生の音として「トゥッティ・フルッティ」を説明した。
「モジョの100枚のレコード」からのトップ10は以下のとおり。
1. トゥッティ・フルッティ/リトル・リチャード
2. 抱きしめたい/ビートルズ
3. ハートブレイク・ホテル/エルヴィス・プレスリー
4. フリーホイーリン・ボブ・ディラン/ボブ・ディラン
5. アウトバーン/クラフトワーク
6. デルタ・ブルース歌手の王/ロバート・ジョンソン
7. ヴェルヴェット・アンダーグラウンド&ニコによる「ヴェルヴェット・アンダーグラウンドやニコ」
8. アメリカン・フォーク・ミュージックのアンソロジー（オムニバス）
9. ホワッド・アイ・セイ/ レイ・チャールズ
10. ゴッド・セイヴ・ザ・クイーン/セックス・ピストルズ

## モジョ・ラジオ
同雑誌の後ろ盾の会社バウアーは、デジタル・ラジオ局の番組配信を開始した。
このラジオ・ステーションは「モジョ・ラジオ」と呼ばれ、デジタル・テレビ（フリー・ビュー・チャンネル721とヴァージン・メディア・オンライン0128）上で聴けた。
親会社バウアーは、お金を節約するために、2008年11月30日に放送を中止することを、2008年11月5日に発表した。